# Paolo Monelli
Paolo Monelli (Fiorano Modenese, 15 luglio 1891 – Roma, 19 novembre 1984) è stato un giornalista, scrittore e militare italiano.

## Biografia

### Formazione
Nacque il 15 luglio 1891 a Fiorano Modenese, figlio del tenente colonnello Ernesto Monelli e di Maria Antonini, registrata all'anagrafe come "massaia possidente". La sua famiglia si trasferì presto a Bologna, dove Ernesto era direttore dell'Ospedale militare.
Dopo aver frequentato il Liceo classico "Minghetti" di Bologna, decise di intraprendere la carriera militare, ma fu bocciato all'esame di ammissione all'Accademia di Torino; come ripiego, iniziò a studiare Giurisprudenza all'Università di Bologna, dove conseguì la laurea. Fin da giovane Monelli collaborò con il Resto del Carlino. Per aggirare il divieto del padre di uscire di casa, ancora da liceale, aveva frequentato un corso serale di stenografia. Con l'attestato ottenuto, nel 1912 Fu assunto come stenografo nella redazione del principale quotidiano bolognese. Non si trattava di un'assunzione a tempo pieno, ma solamente di due ore al giorno.
Mario Missiroli, che era al tempo il curatore della pagina culturale del giornale, lo chiamava “al stenograf intelettuèl”, poiché, diversamente dai colleghi, Monelli aveva frequentato il liceo e leggeva regolarmente le riviste letterarie il Marzocco e Lacerba. Oltre al lavoro di stenografo, Monelli scrisse per il Carlino, non retribuito, alcuni articoli sulla terza pagina, riguardanti sport invernali e scalate alpinistiche, passioni che aveva coltivato durante le vacanze in montagna. Come egli stesso affermò, allora non gli sembrava d'avere una particolare attitudine per il giornalismo e mai avrebbe pensato che proprio questo sarebbe diventato il suo mestiere per tutta la vita.

### La Prima guerra mondiale

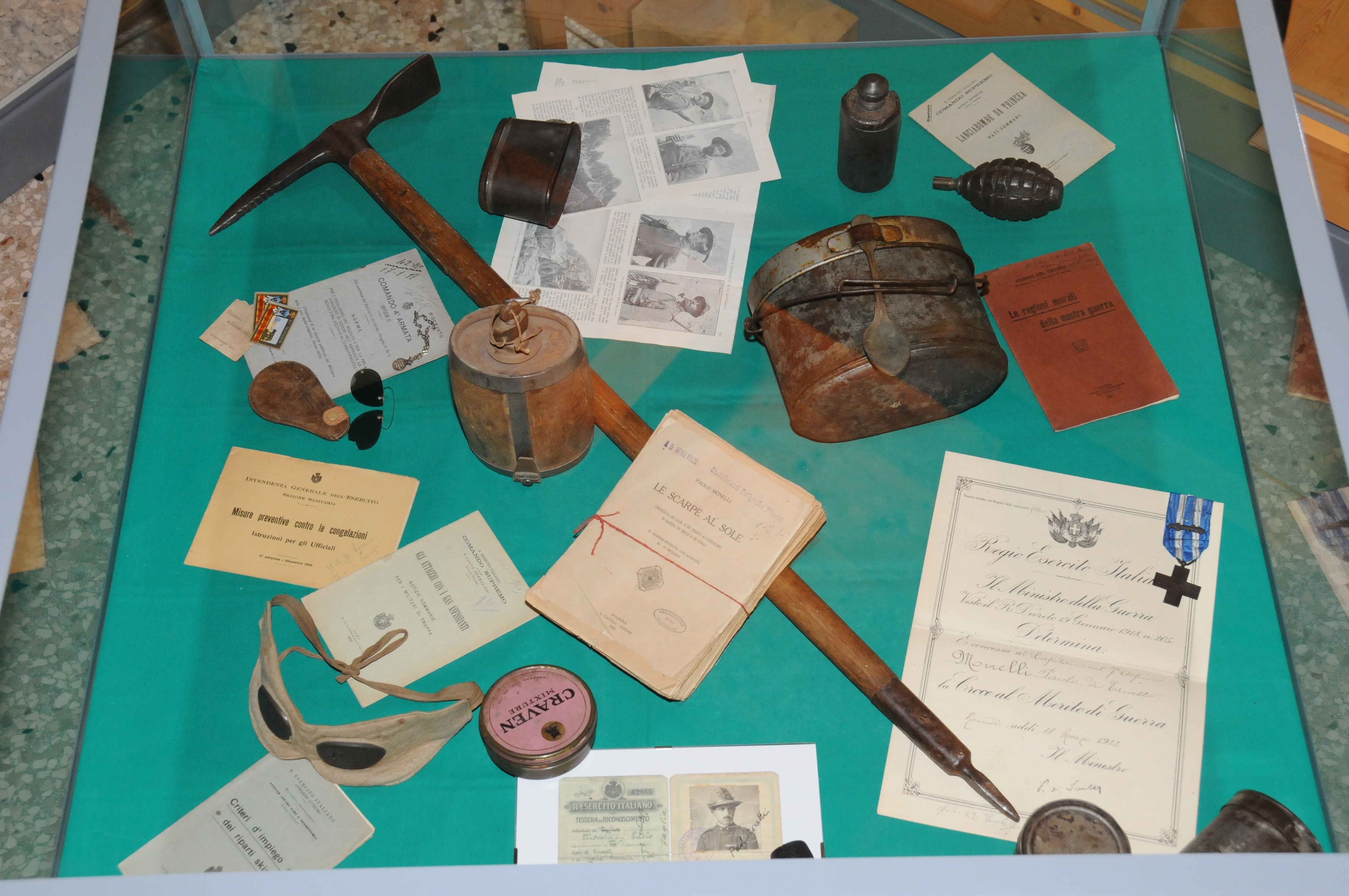
Vetrina relativa agli oggetti di Paolo Monelli conservata presso la Mostra permanente della Grande Guerra di Borgo Valsugana - Trento.

Quando scoppiò la prima guerra mondiale Monelli si schierò dalla parte degli interventisti; così, al momento dell'entrata in guerra, benché militesente in quanto unico figlio maschio (il fratello era morto nel 1913), si arruolò come volontario, chiedendo esplicitamente nella domanda di nomina a sottotenente, di combattere negli Alpini.
Dopo essere stato destinato al Battaglione alpini "Val Cismon" del 7º Reggimento Alpini, ebbe il battesimo del fuoco il giorno di Natale del 1915. Combatté quindi in Valsugana, ottenendo la sua prima medaglia di bronzo al valor militare nel marzo del 1916 e in seguito, il 10 agosto di quell'anno, la promozione a tenente.
Partecipò alla battaglia dell'Ortigara, conseguendo una seconda decorazione (25 giugno 1917).
Posto al comando della 301ª compagnia del Battaglione Alpini Sciatori "Monte Marmolada" e promosso capitano (31 ottobre 1917), Monelli si ritrovò coinvolto nei tentativi di respinta della violenta offensiva austriaca, che ebbe la sua battaglia decisiva nella disfatta di Caporetto (fine ottobre 1917).
Il coraggio dimostrato sul Monte Tondarecar fu premiato il 15 novembre 1917 con una terza medaglia di bronzo.
Il 5 dicembre Monelli cadde prigioniero degli austriaci insieme ai pochi superstiti della sua compagnia, stremati dal gelo e dalla fame. Fu condotto a piedi prima a Trento, poi alla fortezza di Salisburgo da cui tentò invano due volte la fuga.

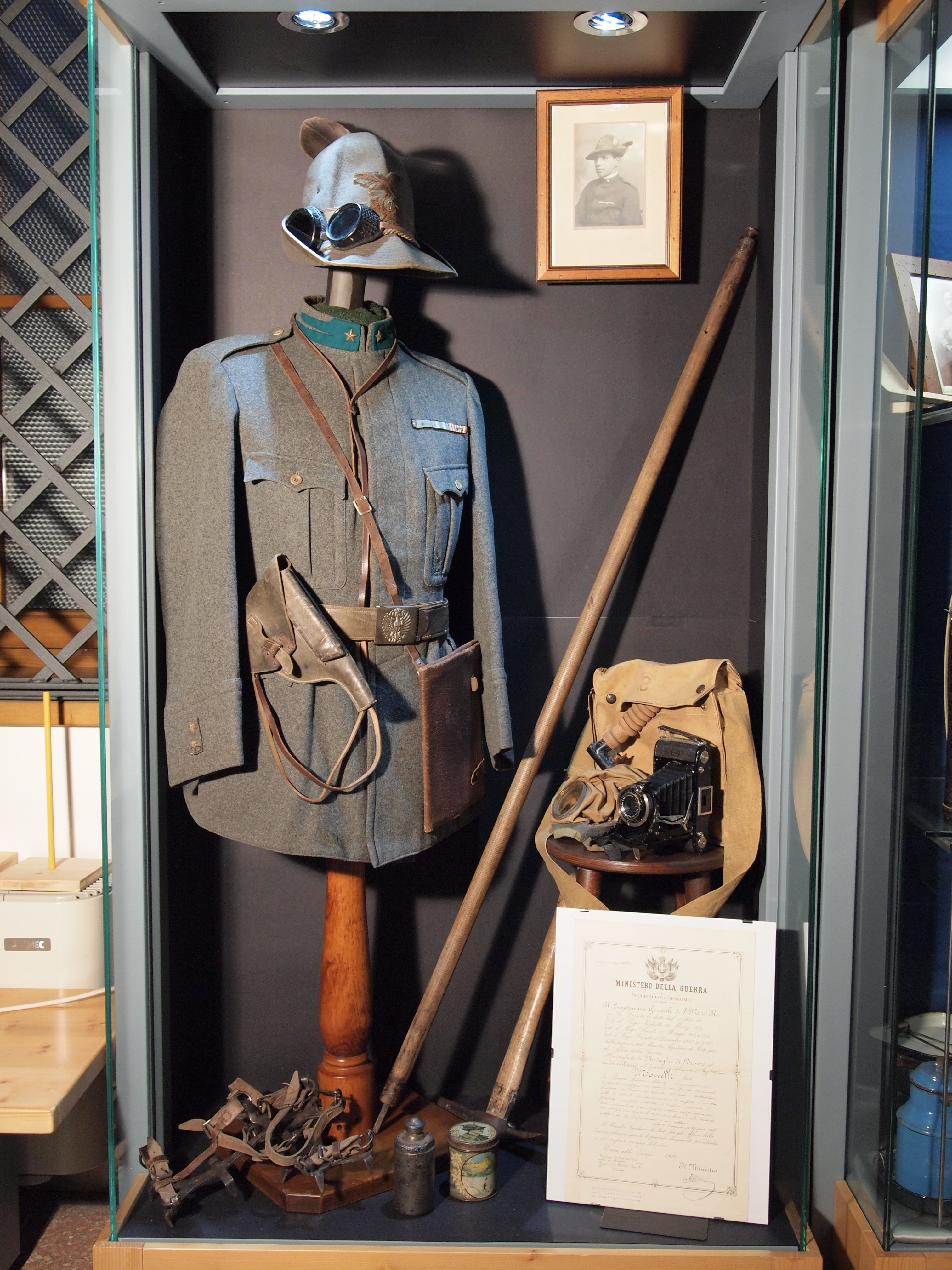
Vetrina Monelli presso la Mostra permanente della Grande Guerra di Borgo Valsugana - Trento.

Quale significato ha avuto per Monelli la guerra del 1915/1918? Come egli stesso sostenne, parteciparvi volontariamente gli era sembrata una splendida avventura per un ragazzo di vent'anni; se fosse rimasto a casa, inoltre, si sarebbe vergognato nei confronti dei suoi coetanei, esposti, non per loro scelta, ad un rischio così grande. Durante il periodo trascorso al fronte il giovane capitano Monelli instaurò con i suoi soldati uno stretto rapporto: egli era infatti legato da affetto e da stima a quegli uomini, che svolgevano il loro compito con estrema semplicità e "virile coscienza", con la stessa abnegazione che avevano dimostrato nei loro lavori quotidiani. Monelli conservò vivi i ricordi di questi uomini provati, della loro umanità e della fiducia che essi avevano riposto in lui, ancora ragazzo, che doveva portarli a morire. Così affermò:

### Gli anni venti e trenta

#### Il primo dopoguerra (1919-1920)
Monelli rimpatriò nel dicembre 1919 e fu congedato il primo gennaio 1920.  Tornò a lavorare per il Resto del Carlino, dove ritrovò Mario Missiroli, che nel contempo era stato promosso direttore. Missiroli lo assegnò come inviato speciale in Cecoslovacchia e Polonia, luoghi che Monelli aveva conosciuto a fondo per ragioni militari.
In seguito Missiroli gli affidò l'incarico di seguire, in prima linea, la Guerra sovietico-polacca. Fu poi corrispondente per il giornale a Berlino, dove mostrò anche la sua passione per la fotografia, che già lo aveva catturato fin dai giorni di guerra. Sempre nel 1920 Monelli compose, elaborando le note prese durante l'esperienza al fronte Le scarpe al sole da cui fu tratto liberamente anche l'omonimo film del 1935. Quest'opera delineò definitivamente il futuro del giornalista Monelli: con essa sentì chiara la propria vocazione per la scrittura, decidendo di sottrarsi alla sua professione di avvocato.
Il libro, tradotto nel 1930 a Londra, Parigi e New York, viene considerato uno dei più intensi libri di guerra di quel periodo.

#### La Stampae ilCorriere della Sera(1921-1930)
Nel 1921 Monelli iniziò una collaborazione con il principale quotidiano torinese, La Stampa, diretta all'epoca da Luigi Salvatorelli. Monelli scrisse vari reportage; inoltre pubblica l'opera Viaggio alle isole Freddazzurre: da Oslo a Hammerfest, Caponord e Spitsbergen edita da Alpes (Milano, 1926), nata dalla raccolta di una serie di articoli sui Paesi scandinavi. Nel 1926 Monelli abbandonò La Stampa, che stava attraversando un periodo difficile a causa delle misure di controllo imposte dal governo in seguito all'attentato a Benito Mussolini. Istituì, insieme ad alcuni letterati, il Premio Bagutta.
Approdò quindi al Corriere della Sera di Ugo Ojetti; a questo periodo appartiene l'opera Io e i Tedeschi, distribuita da Treves (Milano, 1927), nata dai reportage che analizzavano le dinamiche politiche della Germania del dopoguerra: la Repubblica di Weimar, il dramma dell'inflazione e la "società della crisi economica". Fu poi pubblicata, sempre da Treves, una raccolta di articoli celebrativi del decennale della Vittoria, Sette battaglie (Milano, 1928). Ancora a Milano, dopo aver frequentato la redazione del giornale L'Alpino, Monelli conobbe e strinse amicizia con il reduce Giuseppe Novello, con cui collaborò alla stesura del libro illustrato La guerra è bella ma scomoda. 46 tavole di Giuseppe Novello con commento di Paolo Monelli (Milano, Treves, 1929).

#### I viaggi
Al ritorno dalla Grecia la vita di Monelli tra il 1927 e il 1929 si distinse per un susseguirsi di viaggi in tutto il Mediterraneo e nell'Europa continentale.

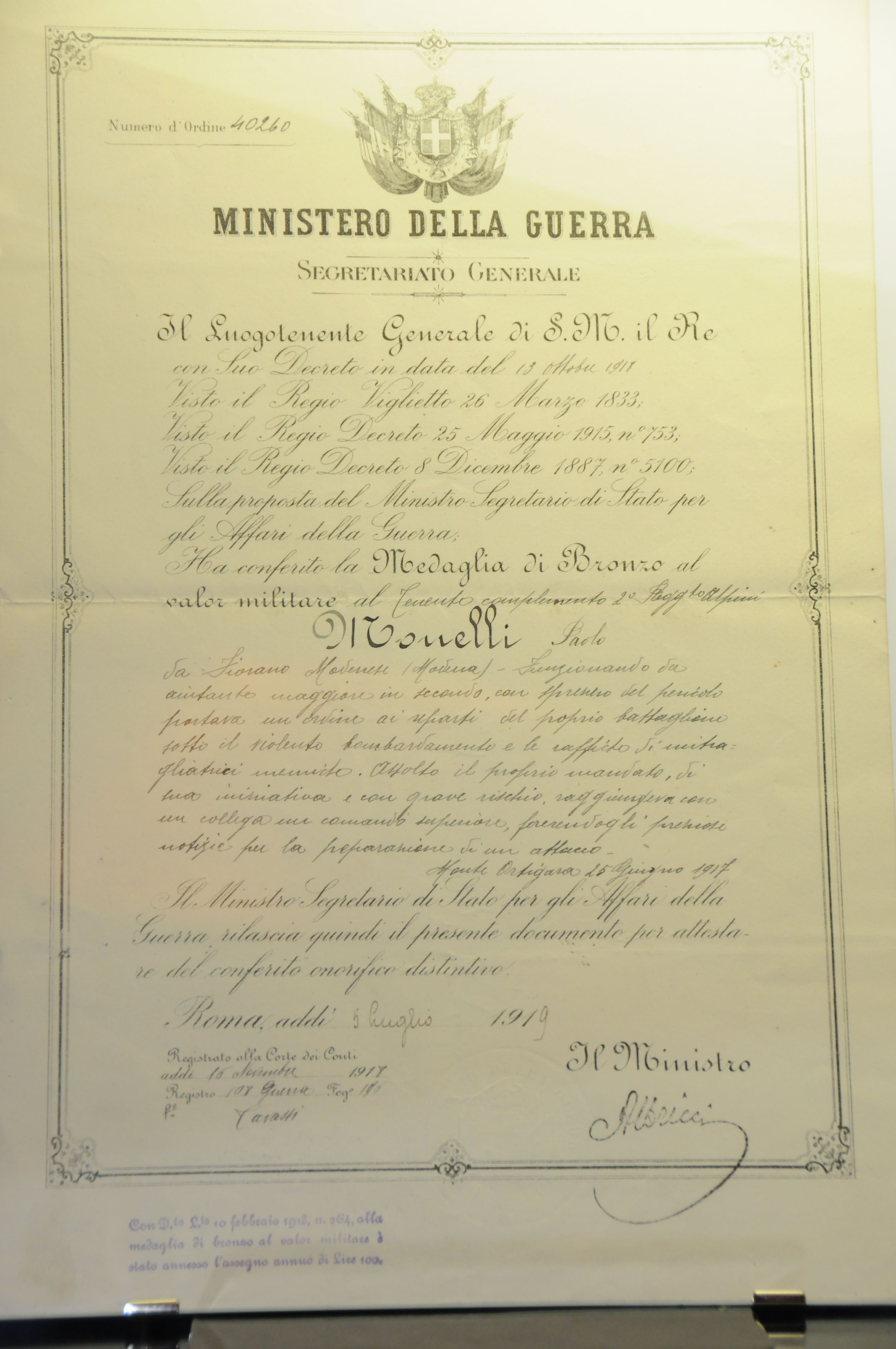
Documento di conferimento della medaglia di bronzo al valor militare assegnata a Paolo Monelli per le sue gesta nel corso della Grande Guerra. Roma, 5 luglio 1919.

In particolare, in seguito a un articolo in cui criticava il regime di Miguel Primo de Rivera (dittatore di Spagna dal 15 settembre 1923 al 28 gennaio 1930) si ritrovò "licenziato". Nonostante ciò continuò a collaborare tra il 1930 e 1933 con alcune riviste dirette dallo stesso Ojetti (quali Pegaso e Pan), come testimoniato dallo stesso giornalista con la raccolta di reportage Questo mestieraccio, pubblicata da Treves (Milano, 1930).
Fu un viaggio in Germania a lanciare le basi per la nuova prospettiva di Monelli che, impressionato dalla corrente dell'espressionismo e dalla Nuova oggettività (Neue Sachlichkeit), una volta tornato in patria (1929), tradusse per Treves il libro La Guerra, scritto da Arnold Friedrich Vieth von Golssenau con lo pseudonimo di Ludwig Renn. Questo componimento fu redatto in forma di diario dall'autore, immaginatosi soldato semplice in mezzo al conflitto.
Conobbe inoltre il "poeta vagabondo" Alfred "Klabund" Henschke, autore di canzoni per cabaret e di opere popolari per i cantastorie, considerato uno degli antecedenti immediati di Bertolt Brecht.

#### AllaGazzetta del Popolo
Dopo il licenziamento da Via Solferino, Monelli fu assunto dalla torinese Gazzetta del popolo, che segnò la sua entrata, fuori dai margini di ambiguità ancora possibili al Corriere di Ojetti, in un organo di stampa inequivocabilmente organico alla politica culturale del regime. Ne era direttore politico Ermanno Amicucci, ex-fervente dannunziano, segretario del Sindacato nazionale fascista dei giornalisti, deputato, tra i fautori della legislazione sulla stampa voluta da Mussolini e da Galeazzo Ciano.
Monelli avviò nel 1932 sulla Gazzetta del Popolo una rubrica a salvaguardia della lingua italiana. Le sue riflessioni confluirono in un volume dal titolo significativo: Barbaro dominio (sottotitolo: Cinquecento esotismi esaminati, combattuti e banditi dalla lingua con antichi e nuovi argomenti, storia ed etimologia delle parole e aneddoti per svagare il lettore), pubblicato a Milano da Hoepli nel 1933, che fu ristampato anche nel dopoguerra.
Sempre per la Gazzetta del Popolo Monelli e Novello pubblicarono dal 1930 alcune tavole e vignette su "Fuorisacco", la rubrica umoristica del quotidiano, alla quale collaboravano anche Alberto Camerini e Achille Campanile. Questa collaborazione diede alla luce Il ghiottone errante (Treves, 1935), in cui i due sono protagonisti e narratori di un singolare tour eno-gastronomico in tutta la penisola italiana. Tale opera si rifà al genere introdotto in Italia da Osteria di Hans Barth, una Guida spirituale alle osterie italiane comparsa in Italia già nel 1910.
Monelli riprese anche il suo ruolo di corrispondente dall'estero per conto di tale quotidiano: a New York, nel 1933, in occasione della trasvolata oceanica guidata da Italo Balbo (alla sua morte Monelli scriverà anche un opuscolo commemorativo); in Etiopia, tra il 1935 e il 1936, come inviato di guerra; a Ginevra, dove si era riunita la Società delle Nazioni il 30 giugno 1936. È proprio in questa circostanza che Monelli e altri sette giornalisti delle maggiori testate italiane diedero vita ad una "bravata patriottica", coprendo con fischi il discorso del delegato del Negus d'Etiopia. Monelli e i compagni furono per tale azione detenuti nelle carceri svizzere per due giorni, esperienza che Monelli raccontò poco tempo dopo (Le nostre prigioni, Gazzetta del Popolo, 3 luglio 1936).

#### Il ritorno al Corriere della Sera (1937-1943)
Nel 1937 Monelli fu invitato da Aldo Borelli, direttore del Corriere della Sera, a sovrintendere all'ufficio di corrispondenza del quotidiano milanese a Parigi. Nello stesso anno si lasciò coinvolgere dalla campagna lanciata dal regime, polemizzando con la politica francese di apertura verso l'immigrazione. In questo periodo fu redatto il reportage giornalistico In Corsica, uscito presso Garzanti nel 1939, dotato anche delle xilografie di Francesco Giammari. Tra le frequentazioni di Monelli vi era Giuseppe Bottai, al quale egli si rivolse, sempre nel 1937, per ottenere il trasferimento a Roma della studiosa di storia dell'arte Palma Bucarelli che dal 1941 divenne sovrintendente della Galleria Nazionale di arte moderna della capitale (Monelli la sposerà il 27 giugno 1963, dopo aver ottenuto l'annullamento del precedente matrimonio con Augusta Severi, avvenuto nel dicembre 1926). Sempre grazie a Bottai, iniziò una collaborazione con il periodico Primato. A questa fase risalgono: L'A.B.C del vocabolario (15 dicembre 1942), Lingua, dialetto e gergo (1º luglio 1942), la rubrica Le parole della guerra, che costituirà una parte del volume Naja parla, edito da Longanesi & C. nel 1947.

### La Seconda guerra mondiale
Avendo l'Italia preso parte al secondo conflitto mondiale, Monelli tornò all'uniforme e ai ritmi della vita militare. Dopo l'addestramento di gennaio e febbraio 1940, fu richiamato, il 23 giugno di quell'anno, dal Ministero della Marina, con il ruolo di corrispondente di guerra, pur continuando ad essere membro del Corpo degli Alpini. Promosso maggiore (27 luglio 1940) e in seguito tenente colonnello (9 marzo 1942), il suo incarico di giornalista arruolato lo impegnò su vari fronti, soprattutto in Libia. Fu posto a congedo il 22 febbraio 1943, all'età di 52 anni. In seguito cominciò a maturare un senso di critica verso il fascismo che lo portò a riprendere la sua attività di inviato di guerra al seguito del Corpo Italiano di Liberazione.
Dopo aver vissuto in prima persona, presso la sede del quotidiano romano Il Messaggero, gli sconvolgimenti conseguenti al voto del Gran Consiglio del 25 luglio 1943, pubblicò Roma 1943, edito da Migliaresi nel febbraio 1945. L'opera tratta gli avvenimenti che intercorrono dalla fine del fascismo all'occupazione nazista di Roma, fino alla sua liberazione (4 giugno del 1944). Dopo la liberazione di Roma, Monelli partecipò attivamente alla vita culturale della città, costituendo l'11 giugno 1944 il gruppo degli Amici della Domenica insieme con Massimo Bontempelli, Paola Masino, Carlo Bernari, Palma Bucarelli e Alberto Savinio. Il gruppo presiedette alla fondazione del Premio Strega costituendone il nucleo originario della giuria.

### Dopo il 1945
Monelli collaborò con la rivista Mercurio, mensile di politica, scienze e arti diretto da Alba de Céspedes. Ricostruì, con una certa dose di voyeuristica superficialità, la vita privata e pubblica di Mussolini con la biografia Mussolini piccolo borghese edita da Garzanti (Milano, 1950), assecondando i gusti di una popolazione ormai dimentica delle rovine della guerra nella quale il regime aveva precipitato il Paese, e che Monelli stesso aveva così ben descritto appena qualche anno addietro in "Roma 1943". Approdò al mondo del cinema, recitando nella commedia di Renato Castellani Mio figlio professore. Prese poi parte, nell'anno successivo, alla commedia La primula bianca di Carlo Ludovico Bragaglia.
Si dedicò poi al genere narrativo, privilegiando il racconto. Le opere di questo periodo furono: Sessanta donne (Garzanti, 1947), Morte del diplomatico (Mondadori, 1952) e Nessuna nuvola in cielo (Mondadori, 1957). Nel 1958 Monelli sperimentò il genere del romanzo storico con Avventura nel primo secolo, ambientato in un allegorico Impero romano. Riprese poi la carriera di giornalista, dapprima a La Stampa, dove ritrovò l'amico Novello; poi, dal 1967, di nuovo al Corriere della Sera. Furono pubblicate negli anni successivi altre sue opere, tra cui: O.P. ossia il vero bevitore, itinerario gastronomico ed enologico dotato di 13 tavole di Novello (Longanesi, 1963) e Ombre Cinesi: scrittori al girarrosto (Mondadori, 1965). Continuò a lavorare come giornalista, finché la malattia lo costrinse all'inattività. Ha scritto e pubblicato nel 1968 un articolo anche sulla rivista Pioniere Noi Donne dal titolo: L'antica Roma alle urne (n° 14/1968).
Paolo Monelli morì a Roma il 19 novembre 1984. Il giorno della sua morte fu definito dal New York Times «per mezzo secolo uno dei giornalisti più illustri e dei romanzieri più famosi d'Italia». Nel 2001 fu dato alle stampe Ricordi di naja alpina, edito da Mursia a cura di Luciano Viazzi, che lo definì «un ricordo vivace di Paolo Monelli, della sua carriera di scrittore soldato, di alpino e letterato arguto, attraverso i suoi taccuini vergati negli anni della grande guerra».

## Fondo Monelli
Il giornalista, ancora in vita, lasciò la sua biblioteca, 11000 volumi, l'archivio personale e le raccolte dei giornali per cui aveva collaborato (20 contenitori di quotidiani e 180 volumi di giornali) alla biblioteca statale "Antonio Baldini" di Roma. Il materiale, suddiviso in tre distinti blocchi (biblioteca, emeroteca e archivio personale), venne raccolto e ordinato dalla dottoressa Pasquarelli che si era occupata dell'acquisizione dello stesso. Dal marzo 2021 il complesso chiamato "Fondo Monelli" non è però consultabile, a causa dei prolungati lavori di ristrutturazione della biblioteca.

## Opere

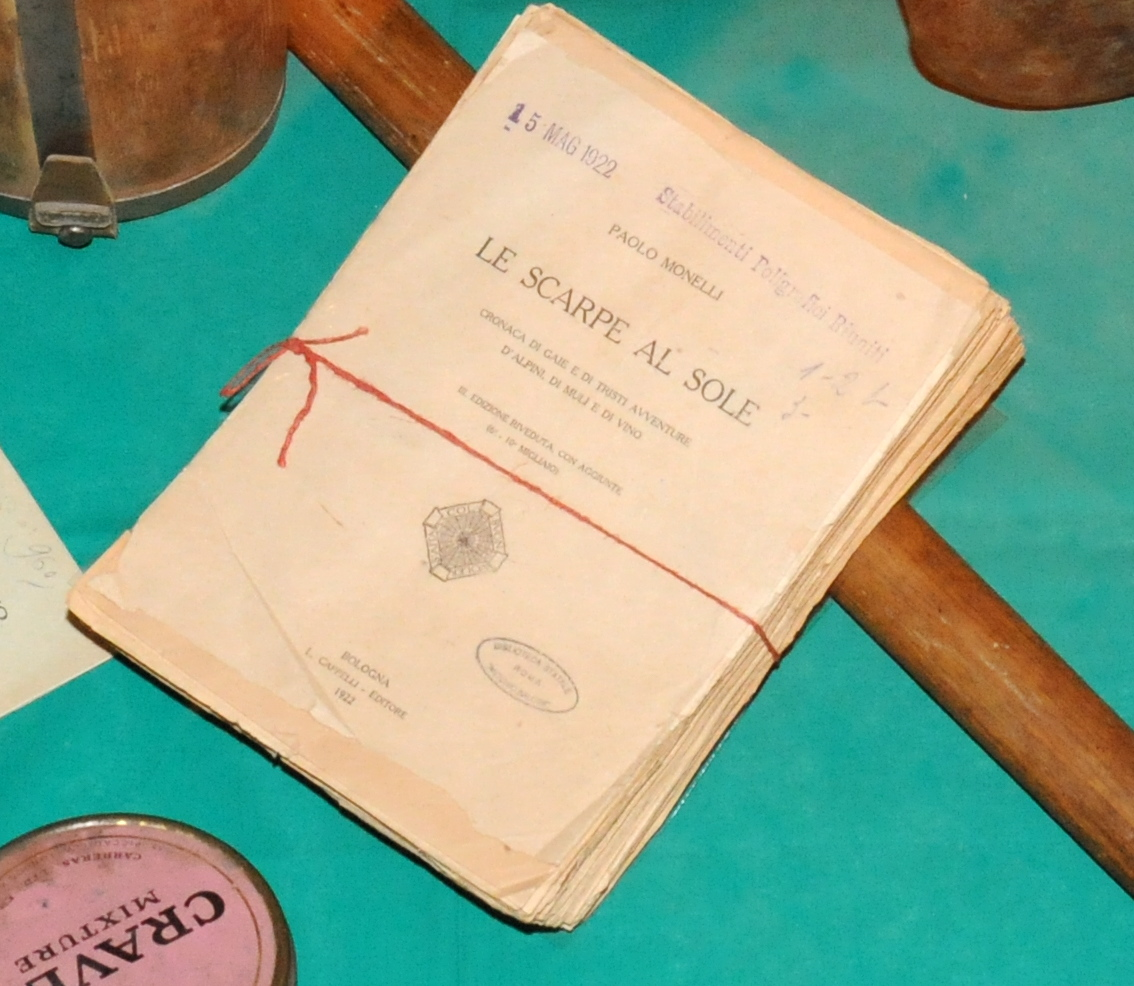
Le scarpe al sole

- Le scarpe al sole, Bologna, Cappelli Editore, 1921. - La Libreria Militare Editrice, Città di Castello, 2008, ISBN 88-89660-05-8.
- Viaggio alle isole Freddazzurre: da Oslo a Hammerfest, Capo Nord e Spitsbergen, Milano, Alpes, 1926.
- Io e i Tedeschi, Milano, Fratelli Treves, 1927.
- La guerra è bella ma è scomoda, 46 tavole di Giuseppe Novello, Treves, 1929.
- La tua patria, Roma, Segreteria generale dei fasci all'estero, 1929.
- Questo mestieraccio, Milano, Fratelli Treves, 1930.
- L'alfabeto di Bernardo Prisco, Roma, Edizioni Dalmine, 1932.
- Barbaro dominio, Milano, Hoepli, 1933.
- Il ghiottone errante, Milano, Fratelli Treves, 1935.
- In Corsica, Milano, Garzanti, 1939.
- La vita di Italo Balbo, Milano, Fratelli Treves, 1941.
- Prime storie di guerra, a cura di Arnaldo Cappellini, Milano, Rizzoli, 1942.
- Roma 1943, Roma, Migliaresi Editore, I edizione 1945[17]
- Sessanta donne e altri racconti, Milano, Garzanti, 1947.
- Naja parla, Milano, Longanesi, 1947.
- Mussolini piccolo borghese, Milano, Garzanti, 1950.
- Morte del diplomatico, Milano, Mondadori, 1952.
- Nessuna nuvola in cielo, Milano, Mondadori, 1957.
- Avventura nel I secolo, Milano, Longanesi, 1958.
- O.P. ossia Il vero bevitore, Milano, Longanesi, 1963. - Reggio Emilia, 2015.
- Da Milano a Dongo. L'ultimo viaggio di Mussolini, Milano, Longanesi, 1963.
- Ombre Cinesi: scrittori al girarrosto, Milano, Mondadori, 1965.